# Тайна острова Роан-Иниш
«Тайна острова Роан-Иниш» (англ. The Secret of Roan Inish) — американо-ирландский фильм режиссёра Джона Сэйлза.
Слоган фильма — Between land and sea there is a place where myths are real («Между землёй и морем есть место, где мифы реальны»).
В 2020 году Архив кино и телевидения Калифорнийского университета в Лос-Анджелесе сделал цифровую реставрацию копии фильма.

## Сюжет
Закончилась Вторая мировая война. После смерти матери отец увозит десятилетнюю Фиону в город, но вскоре понимает, что жизнь в городе не для неё. Девочка возвращается в деревню, к своим деду и бабушке. Там она узнает множество старинных историй, в том числе и о людях-тюленях — шелки. Давным-давно один из её предков взял в жены девушку-шелки, и с тех пор в роду Конелли раз в поколение появляются «тёмные» — черноволосые, черноглазые дети. Именно таким «тёмным» был Джимми — младший брат Фионы, колыбель с которым унесло море. Но девочка не верит, что он погиб, и делает всё возможное, чтобы отыскать его и вернуться на остров, где она родилась и где умерла её мать, — на остров Роан-Иниш.

## В ролях
- Джени Кортни — Фиона
- Эйлин Колган — Тесс
- Ричард Шеридан — Имон
- Дейв Даффи — Джим
- Пэт Словей — священник
- Деклан Ханниган — старший брат
- Джон Линч — Тадг
- Сьюзан Линч — Нуала

## Производство
На роль Фионы кастинг прошли более 1000 девочек, а актриса должна была быть «худощавой, с недостаточным весом, бледной кожей, но энергичной и не бояться воды».
При создании фильма Джон Сэйлз опирался на оригинальные исследования кельтских островных преданий и языка, включая мемуары и исторические хроники Бласкета — серию народных воспоминаний, собранных в 1920-х и 30-х годах у жителей Грейт-Бласкет, острова у побережья графства Керри, эвакуированного ирландским правительством в 1953 году и превращённого в национальный парк в 1989 году.

## Восприятие
Фильм имеет 96 % одобрения со средним рейтингом 7.8/10 на сайте рецензий Rotten Tomatoes, основанным на 45 критических отзывах. Скотт Розенберг из San Francisco Chronicle описывает его как «очень похожий на остров, в честь которого назван: он, кажется, живёт по своему собственному времени, отрезанный от скорости и перегрузки современной жизни и дрейфующий к своим собственным древним ритмам». Стивен Холден, кинокритик The New York Times, высоко оценил режиссуру фильма. В частности, он написал: «„Тайна острова Роан-Иниш“ — первый фильм, снятый мистером Сэйлзом, который можно было бы описать как визуально восторженный. Снятый Хаскеллом Уэкслером на изрезанном северо-западном побережье Ирландии, это кинематографическая тональная поэма, в которой человек и природа, миф и реальность сливаются воедино таким образом, что в конечном итоге делают их неразделимыми».